# Dan Jeannotte
Daniel Jeannotte (* 22. září 1981, Montréal, Québec, Kanada) je kanadský herec. Proslavil se rolemi v seriálech Good Witch a Království. V dubnu 2017 se připojil k seriálu stanice Freeform Troufalky. 

## Filmografie

### Film
| Rok  | Název           | Role            | Poznámky            |
| ---- | --------------- | --------------- | ------------------- |
| 2006 | Flamousse       | Adrian          | krátkometrážní film |
| 2007 | Speakeasy       |                 | krátkometrážní film |
| 2008 | Rallye smrti    | technik         |                     |
| 2011 | Washed in Blue  | Jesse           | krátkometrážní film |
| 2013 | Red 2           | mladý agent FBI |                     |
| 2015 | Cindy           | Vypravěč (hlas) | krátkometrážní film |
| 2015 | Life on Jupiter | John (hlas)     | krátkometrážní film |

### Televize
| Rok       | Název                             | Role                 | Poznámky                          |
| --------- | --------------------------------- | -------------------- | --------------------------------- |
| 2008      | Sophie                            | Troy                 | díl: „Robbin the Grave“           |
| 2010      | Další šance                       | mladý muž            | Televizní film                    |
| 2010      | Ledové ostří 4: Oheň a led        | Angus Dwell          | Televizní film                    |
| 2010      | 11. ročník Canadian Comedy Awards | sám sebe             | TV speciál                        |
| 2011      | Cena za lidskost                  | Tony                 | díl: „Something to Watch Over Me“ |
| 2012      | Smrtící naděje                    | detektiv John Bishop | Televizní film                    |
| 2013      | JFK: Nezvratný důkaz              | Agent Wesley Frazier | Dokumentární televizní film       |
| 2015–2019 | Good Witch                        | Brandon Russell      | vedlejší role, 25 dílů            |
| 2015      | Dark Matter                       | Derrick Moss         | díl: „Episode Eight“              |
| 2015      | Kráska a zvíře                    | Scott Ellingsworth   | díl: „Sins of the Fathers“        |
| 2015      | Fargo                             | Jack Hawk            | díl: „Loplop“                     |
| 2016-2017 | Království                        | James Stuart         | 13 dílů                           |
| 2017–2021 | Troufalky                         | Ryan Decker          | vedlejší role, 28 dílů            |
| 2018      | Prezident v pořadí                | Greg Bowen           | 3 díly                            |
| 2019      | A Paris Romance                   | Jacques              | TV film                           |
| 2020      | Christmas in the Highlands        | Alistair McGregor    | TV film                           |
| 2021      | Ghosts of Christmas Past          | Charlie Brenson      | TV film                           |
| 2022      | Lease on Love                     | Milo                 | TV film                           |
| 2022      | Home for a Royal Heart            | Theo                 | TV film                           |
| 2022      | Star Trek: Strange New Worlds     | George Samuel Kirk   | vedlejší role                     |

### Internet
| Rok  | Název        | Role          | Poznámky        |
| ---- | ------------ | ------------- | --------------- |
| 2015 | Newborn Moms | Leslie Cantor | díl: „Blocked“" |

### Videohry
| Rok  | Titul                              | Role                                            | Poznámky              |
| ---- | ---------------------------------- | ----------------------------------------------- | --------------------- |
| 2007 | Samurai Warriors 2: Xtreme legendy | Yoshimoto Imagawa / Toshiie Maeda               | Hlas (anglická verze) |
| 2012 | Assassin's Creed III               | Bostonský obchodník / newyorský obchodník / cíl | Hlas                  |
| 2013 | Assassin's Creed IV: Black Flag    | Španělský námořník / voják / obchodník          | Hlas                  |
| 2013 | Impire                             |                                                 | Hlas                  |
| 2014 | Assassin's Creed Unity             | Arno Victor Dorian                              | Hlas                  |
| 2015 | Assassin's Creed Unity: Dead Kings | Arno Victor Dorian                              | Hlas                  |